# 与島パーキングエリア
与島パーキングエリア（よしまパーキングエリア）は、香川県坂出市与島町にある瀬戸中央自動車道のパーキングエリア (PA) である。
また、当PAに併設する与島バスストップ（よしまバスストップ）についても記述する。

## 概要
本州と四国を結ぶ瀬戸大橋の途中にある、与島に設置されたPAである。当PAの施設は、早島IC/TB方面と坂出TB/IC方面共通の上下集約型となっており、長いランプを下って第一駐車場に至る構造となっている。このランプ区間は高架橋から地上までを円を描くようにカーブしているため、急カーブおよび急勾配の連続であり、最高速度が20 km/h（流出直後は30 km/h）に規制されている。また、緊急時の避難所としても活用するために、両方向すべての入口に信号機（本線信号と流出信号）が設置されており、異常気象などで通行止の時は赤信号および左折矢印で強制流出させる。
第一駐車場からさらに下ると、かつて営業していた瀬戸大橋フィッシャーマンズワーフの跡地に位置する第二駐車場へ至る。
第一駐車場と第二駐車場との連絡道路には与島インターチェンジ (IC) への分岐があるが、与島ICを利用出来るのは島民および関係者、緊急車両や路線バス、郵便物集配車両などに限られる。
一般車両の運転者及びその同乗者は、第二駐車場より徒歩で与島島内に入るか、後述の与島バスストップから発着する路線バスで与島島内および 櫃石島や 岩黒島などへ行き来する。

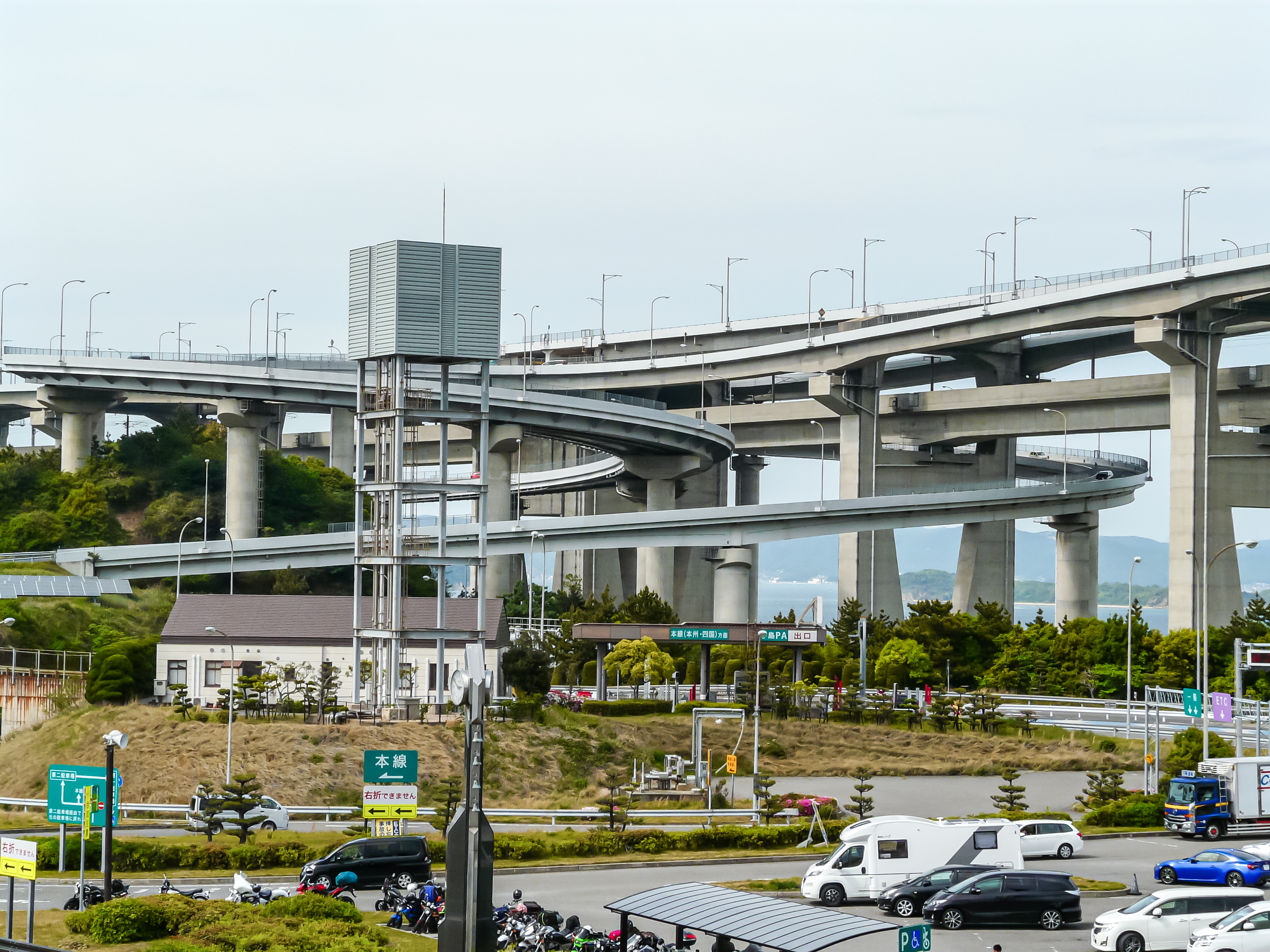
与島IC
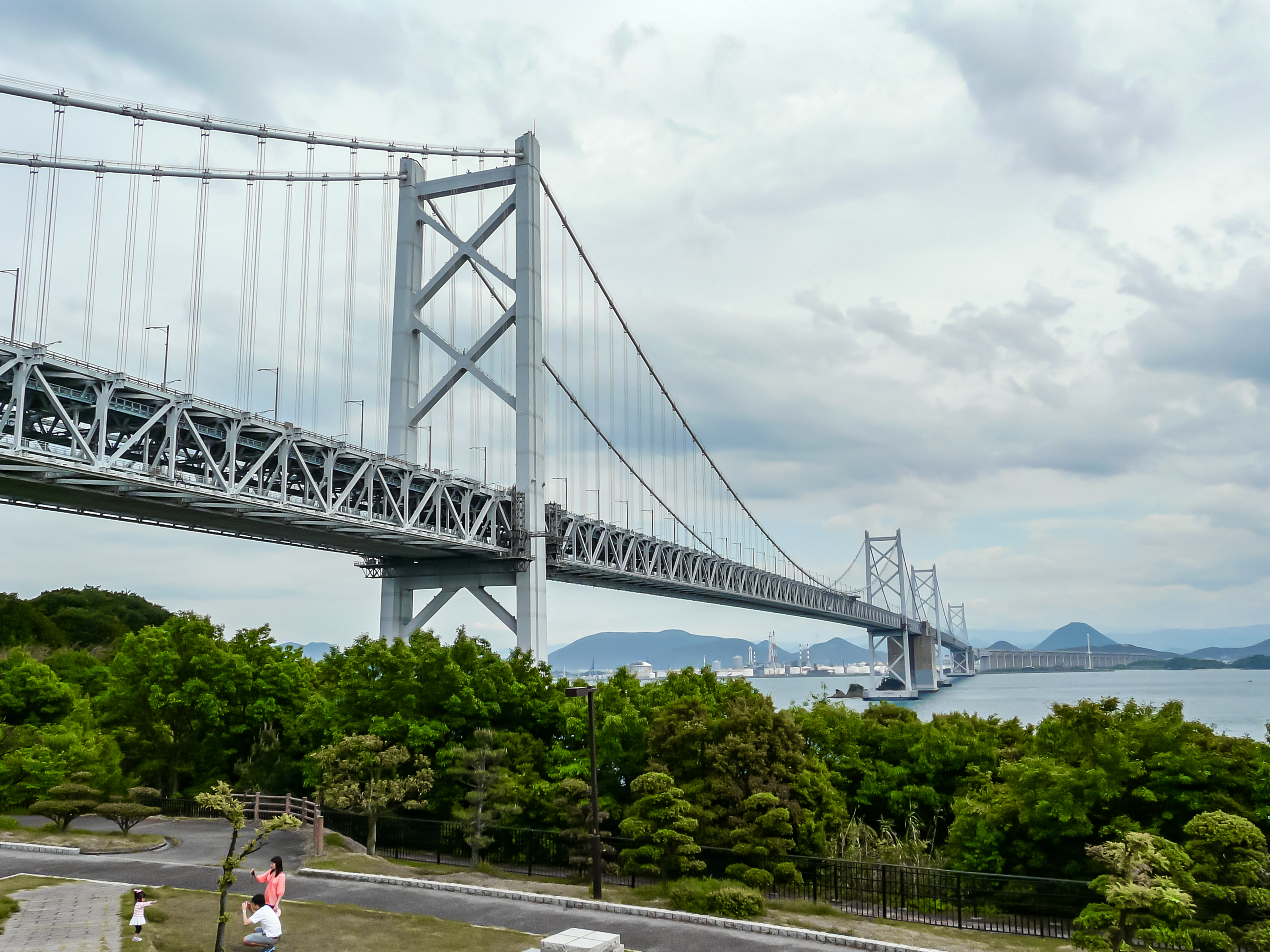
パーキングエリアから見た坂出方面

## 施設

### 第一駐車場
- 駐車場
  - 大型 60台
  - 小型 335台
  - トレーラー 2台
  - 車椅子用 4台
- トイレ
  - 男性 大7（和式?、洋式?）、小15
  - 女性 27（和式?、洋式?）
  - 車椅子用 1
- 与島プラザ（瀬戸大橋総合開発）
  - フードコート（8:00 - 21:00（土日祝日は7:30 - 21:30））
  - 架け橋夢うどん（10:00 - 16:00（土日祝日は10:00 - 17:00））
  - ジェラート&ソフト工房マリン（10:30 - 18:00）
  - 売店（8:00 - 21:00（土日祝日は7:30 - 21:30））
  - セブン銀行ATM 与島PA 共同出張所（24時間）
  - インフォメーション（9:00 - 17:00）
    - 携帯充電器
    - FAX・コピーサービス
    - 切手販売

  - 授乳室（24時間）
  - 車イス無料貸出（8:00 - 21:00）
  - ETCプリンター（24時間）
  - 郵便ポスト（坂出郵便局）
  - 自動販売機
- 与島バスストップ
- 給電スタンド（24時間）

### 第二駐車場

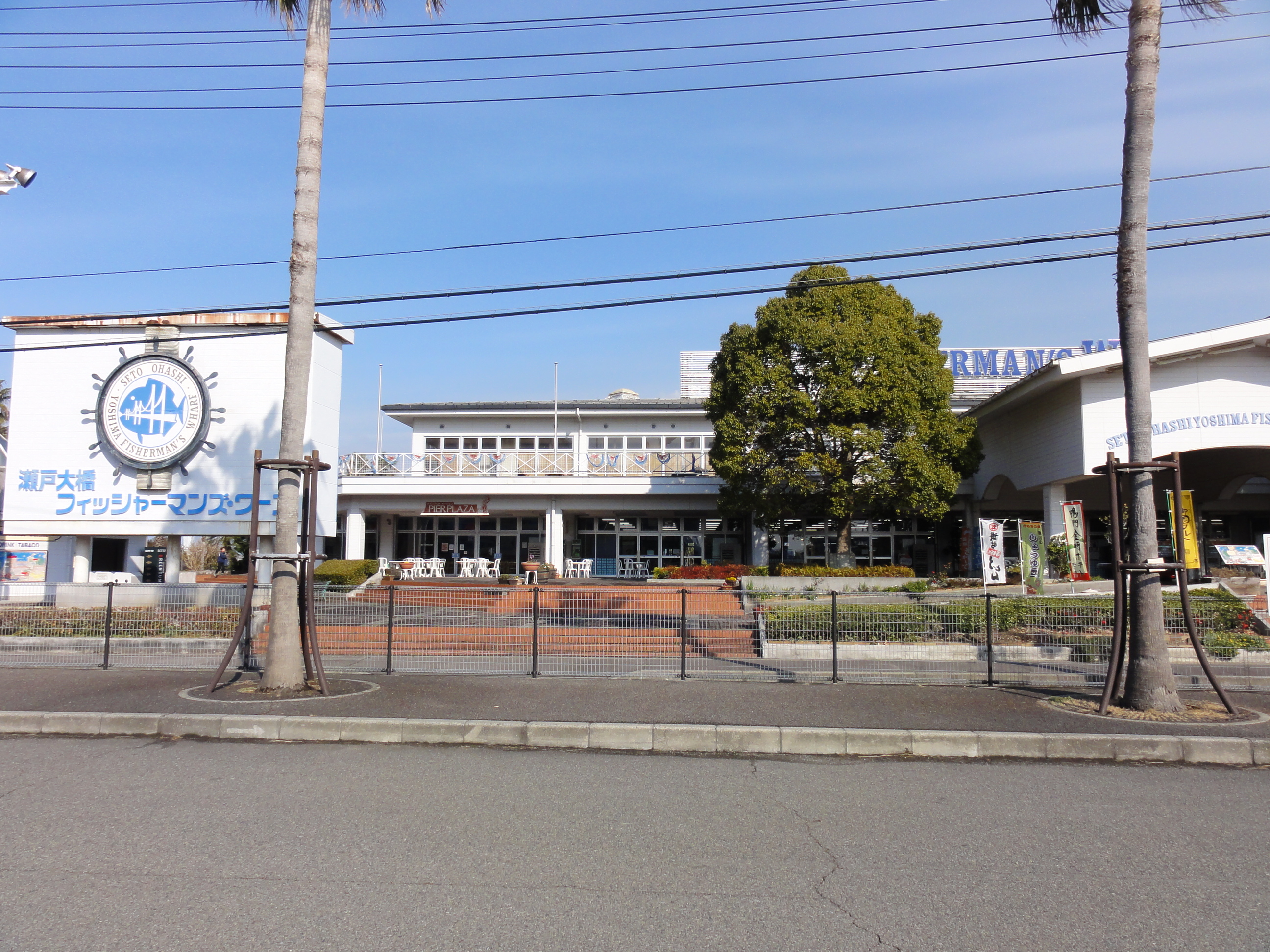
営業していた頃の瀬戸大橋フィッシャーマンズ・ワーフ

第二駐車場に併設していた瀬戸大橋フィッシャーマンズ・ワーフは2011年（平成23年）11月30日で営業を終了し、その後解体された。
また、第二駐車場は現在縮小されていて、縮小前の3分の1の広さとなっている。
- 駐車場
  - 大型 61台
  - 小型 503台
  - 車椅子用 4台
- トイレ
  - 男性 大2（和式?、洋式?）、小5
  - 女性 5（和式?、洋式?）

※駐車場の台数は縮小される前の情報

## 与島チェックゲート
早島IC/TB方面と坂出TB/IC方面共通の検札所が設けられている。
- ブース数 : 3
  - ETC専用 : 1
  - 一般 : 2

当PAは駐車場も上下集約になっておりUターンが可能であることから、走行方向を問わず当PAから本線に戻る場合に、与島チェックゲートを通過する構造がとられている。なお、ここで実施されるのは検札のみであり、別途料金を支払うことはない。通行券の場合は、当料金所で検札を受けた旨とその日時が印字される。以前は与島料金所と称されていたが、料金所と称されていた当時も検札のみが実施されており、後に看板の「料金所」部分のみが塗り潰され、看板上は「与島　検札(白四角内に緑字で記載)」となっていた。看板が現行の物に更新された際、現在の与島チェックゲートに名称が変更されている。
制度としてはUターンが認められており、その場合の料金も正式な利用料金として定められている。岩黒島の島民が岡山方面へ向かうときは、地形の関係上岩黒島ICでは岡山方面への流入ができないため、本PAでUターンして向かうことになる。また、2005年（平成17年）秋以降断続的に、Uターン利用者向けに往復料金を半額（実質的には片道分を無料）とする企画割引が行われていたが、その後2011年（平成23年）9月30日までは、ETC車限定の割引制度となっていた。
ETC設備の整備が遅れていたため、ETC利用者は係員にETCカードを渡す必要があったが、2009年（平成21年）3月13日からETCレーンが整備され、無線通信でのノンストップ検札が可能となった。また、同年6月15日から通行券の検札は自動化（無人化）されている。
検札所は本州四国連絡高速道路株式会社ではチェックバリアとも呼ばれており、同様の施設が神戸淡路鳴門自動車道の淡路SAにも設置されている。

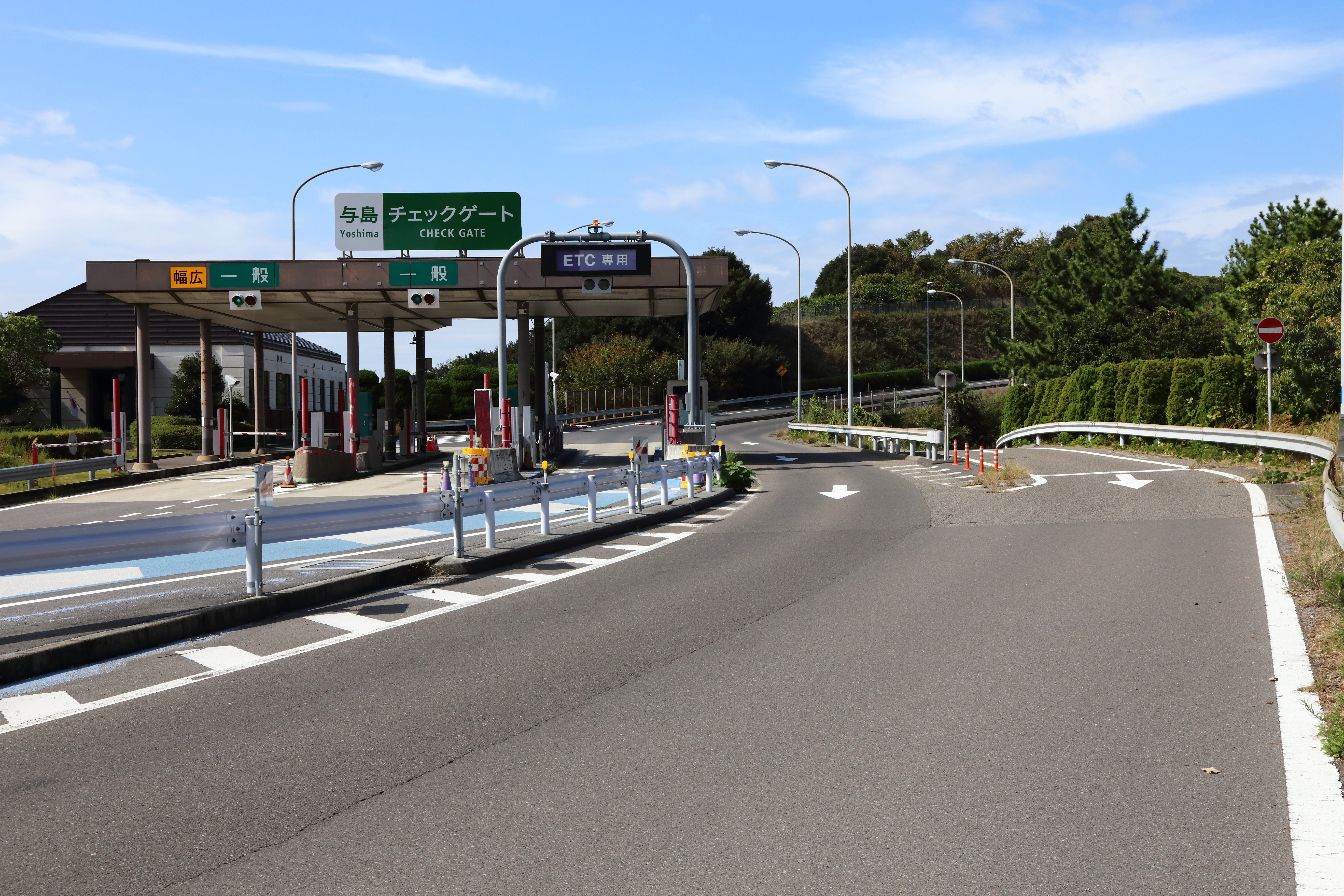
与島チェックゲート（検札所）

## 与島バスストップ
当PAの第一駐車場内の与島料金所付近に高速道路を経由する一般路線バス用のバス停留所が設けられている。
与島パーキングエリア（よしまパーキングエリア）という呼称を使用している。

### 停車する路線
- 瀬戸大橋線（琴参バス）
  - 坂出駅前 - 与島PA - 岩黒島 - 櫃石島 - 鷲羽山北 - 児島IC - JR児島駅

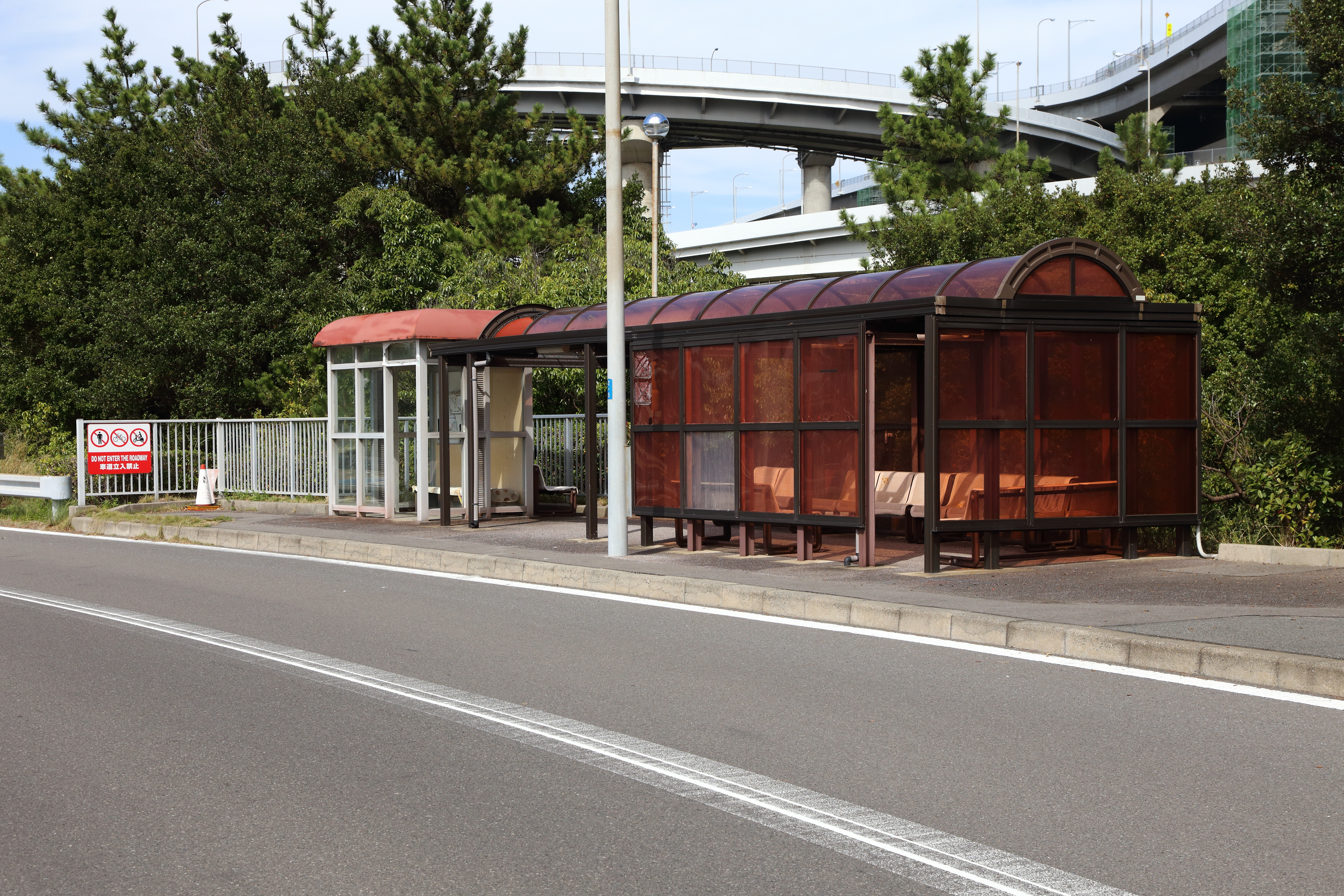
与島パーキングエリアバス停

## PRキャラクター
四国萌ぇ隊
「四国萌ぇ隊」（しこくもえたい）は当PAのPRキャラクターで、四国各県の県花と県木をイメージした和服姿の4人組で、名前は旧国名などに由来し、「讃岐かおる」「阿波あわな」「土佐りょう」「伊予あい」と名付けられている。
通行料金の上限が千円となる割引制度が2011年（平成23年）6月をもって終了したことを受け、需要減少に危機感を抱いた瀬戸大橋総合開発株式会社が企画したもので、デザインは香川県出身の漫画家 りすまいが手掛けている。

## 隣
E30 瀬戸中央自動車道
(3)児島IC - 鷲羽山北BS - 櫃石島IC - 岩黒島IC - 与島IC/与島PA - (4)坂出北IC
- 櫃石島IC、岩黒島IC、与島ICは島民および緊急車両や路線バス、郵便物集配車両などが利用できるICで一般車両は進入禁止。
- 一般車両は坂出TB/IC方面の坂出北ICまで乗り降りができない。